# أسفل حزر (القف)

تعديل مصدري - تعديل

اسفل حزر هي إحدى قرى عزلة القف بمديرية القف التابعة لمحافظة حضرموت، بلغ تعداد سكانها 65 نسمة حسب تعداد اليمن لعام 2004.